# Mattia Bortoloni

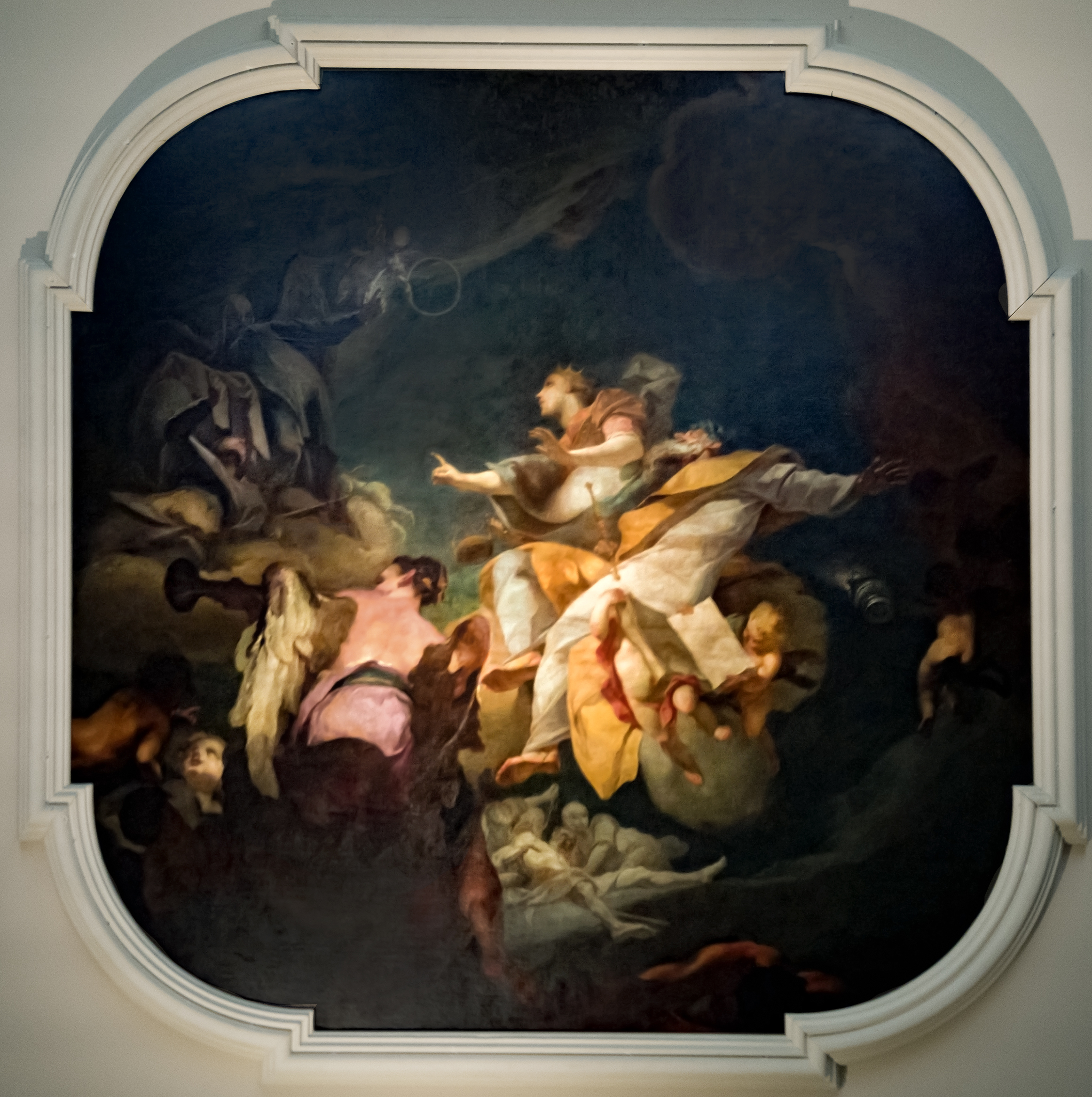
Alegoría del mérito, Ca' Rezzonico, Venecia.

Mattia Bortoloni (1696 - 1750) fue un pintor del barroco italiano. En sus inicios fue pupilo de Antonio Balestra. Activo en el norte de Italia, muchas de sus obras más conocidas son frescos, algunos de atribución dudosa o erróneamente adscritos a otros pintores coetáneos, como Tiepolo. La erudición historiográfica reciente ha aclarado y establecido muchos de sus más importantes logros, entre los que descuellan el ciclo al fresco de la Villa Cornaro, la cúpula de la Basílica "Regina Montis Regalis" de Vicoforte di Mondovi, al sur de Turín, así como obra en diversas iglesias y palacios en Venecia, el Piamonte y Lombardía.